# Панибратов, Юрий Павлович
Ю́рий Па́влович Панибра́тов (род. 3 февраля 1937, Ессентуки, Северо-Кавказский край, РСФСР, СССР) — советский и российский экономист, доктор экономических наук, профессор, заслуженный деятель науки Российской Федерации (1993), академик Российской академии архитектуры и строительных наук (РААСН).

## Биография
Родился 3 февраля 1937 года в городе Ессентуки Северо-Кавказского (ныне Ставропольского) края. В 1961 году получил диплом Грозненского государственного нефтяного института по специальности «инженер-строитель». В 1966 году окончил Ленинградский инженерно-строительный институт по специальности «Экономика и организация строительства». Обучался в аспирантуре ЛИСИ и Ленинградском инженерно-экономическом институте. В 1972 году защитил кандидатскую диссертацию «Экономическая эффективность возведения жилых и гражданских зданий методом подъёма этажей и перекрытий», а в 1987 — докторскую «Методические основы комплексного планирования повышения экономической эффективности строительного производства».
С 1970 года преподавал в ЛИСИ, начав педагогическую деятельность в качестве ассистента кафедры экономики строительства. Впоследствии занимал должность секретаря парткома института, получил звания доцента и профессора кафедры. Заведовал кафедрой, позднее был назначен деканом строительного факультета и проректором по учебной работе. С 1990 по 2005 годы был ректором ЛИСИ-СПбГАСУ.

## Научная деятельность
Сфера научных интересов Юрия Панибратова подразделяется на два основных направления: совершенствование системы управления большим городом и привлечение инвестиций в Санкт-Петербург. Председатель Диссертационного совета по присуждению ученой степени доктора наук.
Председатель бюро Северо-Западного регионального отделения РААСН. Ученый принимает участие в международных экономических программах и конференциях, сотрудничая с учеными Великобритании, Германии, Финляндии, Польши и Словакии. Является автором и соавтором около 200 научных и учебно-методических работ, в том числе 5 монографий, 6 учебников и учебных пособий. Имеет 2 патента и 7 авторских свидетельств на изобретения. Подготовил и выпустил 60 кандидатов и 14 докторов наук.

## Награды и звания
Правительственные награды''
- Медаль «За трудовую доблесть» (1971);
- Орден Почёта (1997);
- Премия правительства РФ в области образования (1998);
- Государственная премия РФ в области науки и техники (2001);
- Орден «За заслуги перед Отечеством» IV степени (2002);
- Орден «За заслуги перед Отечеством» III степени (2007);
- Медаль «В память 300-летия Санкт-Петербурга» (2003).

Иные звания и должности
- Председатель Научного совета РААСН по проблемам экономики в области архитектуры, градостроительства и строительных наук;
- Председатель Диссертационного совета по присуждению ученой степени доктора наук;
- Член Ассоциации строительных вузов;
- Эксперт Республиканского исследовательского научно-консультационного центра экспертизы;
- Член Общественного совета при губернаторе Санкт-Петербурга (советник по вопросам строительства);
- Член Совета Союза строительных компаний Санкт-Петербурга и Ассоциации гражданских инженеров;
- Член Президиума Совета ректоров Санкт-Петербурга;
- Член Международной академии наук высшей школы;
- Член международной академии инвестиций и экономики строительства;
- Член международной инженерной академии;
- Член Инженерной академии РФ;
- Член Петровской академии наук и искусств;
- Заслуженный деятель науки РФ (1993);
- Почетный работник высшего профессионального образования РФ (1997);
- Почетный строитель РФ (1999);
- Почетный дорожник РФ (2002);
- Почетный ректор СПбГАСУ (2007).